# Petrel (Alicante)
Petrel (oficialmente en valenciano: Petrer) es un municipio situado al sureste de España, en la provincia de Alicante, Comunidad Valenciana. Junto con la ciudad de Elda conforma una conurbación de 86 894 habitantes (INE 2019), siendo el principal núcleo urbano de la comarca del Medio Vinalopó y la cuarta área metropolitana de la Comunidad Valenciana.
Gracias a su desarrollo industrial, la población de Petrel aumentó considerablemente, por lo que también se vio afectado su desarrollo urbanístico. Además, la economía local se ha sometido a un proceso de diversificación; pasando de contar únicamente a finales del siglo XX con la fabricación de calzado y bolso, así como de la industria marroquinera, a albergar nuevos sectores, entre los que destacan la producción de vinos y espumosos, el turismo histórico y de naturaleza, la moda nupcial, los negocios hosteleros y de ocio, así como los dedicados a la alimentación.

## Toponimia
El nombre actual del municipio es Petrer. Es oficial desde el 10 de diciembre de 1984 cuando, a través del Decreto 132/1984 del Consejo de la Generalidad Valenciana, se aprobó la nueva denominación del municipio de Petrer. Esta modificación de Petrel a Petrer se produjo debido a que el Ayuntamiento de Petrel en sesión plenaria ordinaria celebrada el día 30 de junio de 1983, acordó solicitar el cambio del nombre del municipio por el de Petrer.
Cabe señalar que, a pesar de existir como única la denominación Petrer en el ordenamiento jurídico, las normas actuales de esta enciclopedia escrita en castellano consideran que, al ser Petrer una adaptación del valenciano, solo se puede atribuir esa denominación al artículo de la ciudad en la versión de la enciclopedia en dicho idioma (de la misma forma que otras denominaciones como por ejemplo North Dakota, no son el término utilizado en castellano).

#### Evolución de los topónimos

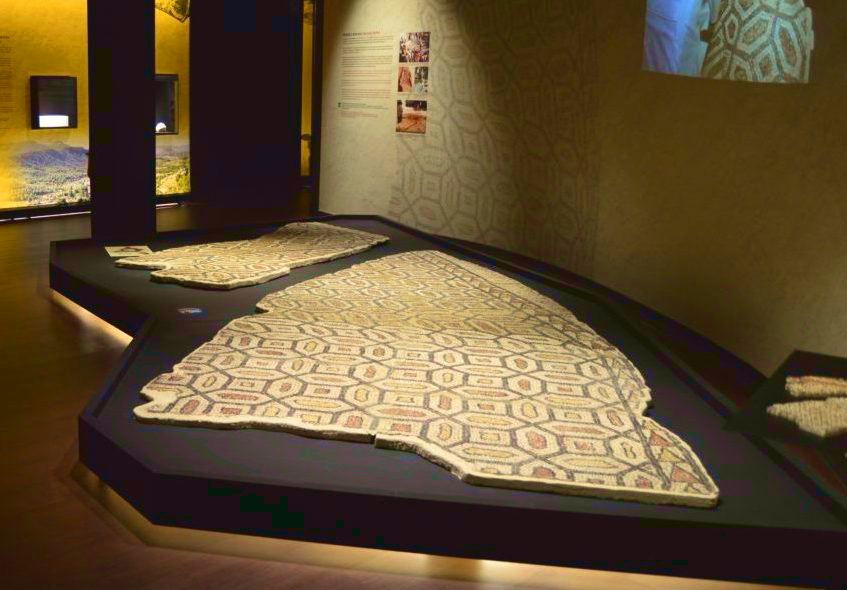
Mosaico romano de Petrel en el Museo Dámaso Navarro

Por lo que respecta a la evolución en la historia, unos autores sostienen la ciudad de Petrel ha tenido distintas terminologías en función de la etapa de la historia, con una evolución que pudo ser Petrarium o Villa Petraria - Bitrir - Petrel - Petrer; otros sostienen que siempre ha existido el mismo nombre pero que ha tenido pequeñas diferencias del idioma en el que se escribía o se pronunciaba, es decir, en latín, árabe, castellano o valenciano. Porque por ejemplo la denominación más distinta, Bitrir, realmente se pronunciaría Petrer, al ser la «b» pronunciada en árabe «p» y la vocal «i» pronunciada «e». No obstante, es la etapa romana la que más hipótesis ha desencadenado siendo las más relevantes las siguientes.
En primer lugar, se pensó que el origen del nombre de la ciudad residía en el pasado musulmán pero en 1975 tras el hallazgo del mosaico romano se pensó que Petrel vendría de Villa Petraria. Como sostuvo Enrique Llobregat ese mismo año, el nombre que pudo provenir de la palabra latina petra que significaría piedra; otros autores como Mikel de Epalza en 1987 coincidieron en el origen del término petra, pero con un significado que sería camino empedrado, posiblemente por ser Petrel un punto relevante en la calzada romana Via Augusta, también llamada Via Herculea, en el tramo que unía Nova Carthago, actual Cartagena, con Valentia, actual Valencia, hasta la ciudad de Roma; por su parte el autor Joan Coromines, en el año 1995, afirmó que Villa Petraria significaría 'valle pedregoso'.

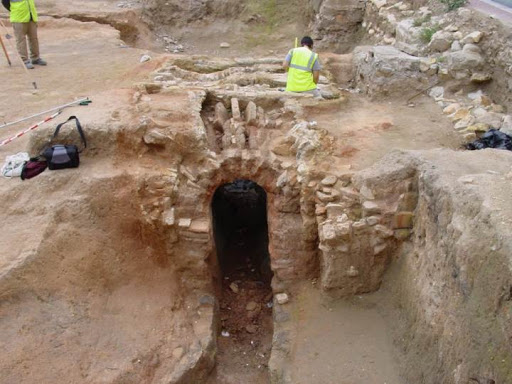
Excavaciones del horno romano de Petrel entre 2007 y 2008

Posteriormente, en 2002, el autor Tomás Pérez, dio un giro al origen del nombre y retomó que éste vendría del pasado árabe y no romano, tras descubrir que la tribu bereber que repobló la ciudad tras la reconquista árabe se llamaba b·tra. No obstante, esta última formulación no era tan sólida como los argumentos de las posteriores al hallazgo del mosaico romano descubierto en 1975 en la actual calle Constitución (antigua calle 18 de julio), expuesto en el Museo Dámaso Navarro.
Finalmente, en 2018 el autor local Manuel Villena con la aprobación del doctor en historia antigua Antonio M. Poveda y del doctor en historia del arte Jacinto Heredia, expuso que Villa Petraria fue un nombre rápidamente acuñado tras el hallazgo del mosaico, pero tras el segundo hallazgo del horno romano en las excavaciones de 2007 y 2008 (que se encuentra también en el interior del museo), descubrió en su investigación que el nombre romano de Petrel había sido Petrarium, que significaría en latín cantera, puesto que ahora se tiene la certeza de que en ese horno de la villa romana se cocieron materiales provenientes de una cantera, cuya traducción coincide morfológicamente con el nombre de la ciudad.

## Símbolos

### Escudo

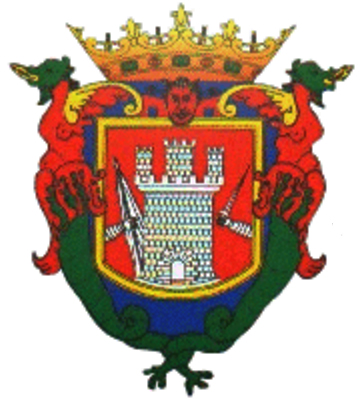
Escudo de Petrel (1876)

El escudo de Petrel actualmente está descrito como un escudo rectangular de punta redonda; con un castillo de tres homenajes de plata, mazonado y aclarado de sable; rodeado de dos brazos, el situado a la izquierda, con la manga de sable y la mano de oro, nace del flanco derecho del escudo y lleva una bandera de plata; y el situado a la derecha, con la manga de sable y la mano de oro, surge del flanco izquierdo del escudo esgrimiendo una espada en alto, también de plata; y finalmente, en el timbre, una corona real abierta.
No obstante, a pesar de esta descripción que ofrece el Ayuntamiento de Petrel, en la primera evidencia de un escudo de Petrel (en el año 1876) el escudo era mucho más elaborado y con elementos que no fueron descritos posteriormente. Estas características se encontraban alrededor del rectángulo de punta redonda y eran a cada lado especie de dragón o sirena cuyas colas se entralazaban en la zona inferior, cada uno de estos seres miraba hacia el exterior y quedaban simétricos. Además, entre la corona y el rectánculo de punta redonda, se hallaba un rostro con aparentemente cuernos u orejas que podría simbolizar al diablo.
La cuestión de fondo es que la legislación valenciana, concretamente el decreto 72/2015, de 15 de mayo, del Consell, por el que se regulan los símbolos, tratamientos y honores de las entidades locales de la Comunidad Valenciana, señala que solo podrán contar con ornamentación los escudos históricos, que son definidos en su artículo 2.3 como aquellos que se hayan utilizado de forma propia, continuada e ininterrumpidamente por los ayuntamientos con anterioridad al año 1837, fecha de la abolición del régimen señorial, hasta nuestros días, y aquellos respecto de los que, de forma documentada, se demuestre su existencia antes de la fecha citada. 
Es por ello, que hasta que se demuestre que el escudo de Petrel fue utilizado con anterioridad al año 1837 no podrá volver a utilizarse de forma oficial con estos símbolos (cabe recordar que actualmente el primer hallazgo de dicho escudo fue en 1876, tan solo treinta y nueve años después).
Mientras tanto, aunque no se utiliza oficialmente, el escudo se adaptó a la legislación valenciana, ahora se corresponde a la primera descripción y se puede ver en la cabecera de este artículo. Por su parte, el Ayuntamiento de Petrel decidió no utilizarlo y diseñar un logotipo basado en esta adaptación para ser utilizado como la imagen corporativa de la institución local. Este diseño lo llevó a cabo una agencia de publicidad de Alicante y el resultado es un imagotipo solamente con el color verde y reducido a formas geométrica básicas, que mantiene la esencia básica del escudo, pero adaptando su imagen a la actualidad y facilitando la rápida lectura del mismo.

## Geografía

Localización de Petrel respecto a la comarca del Vinalopó Medio

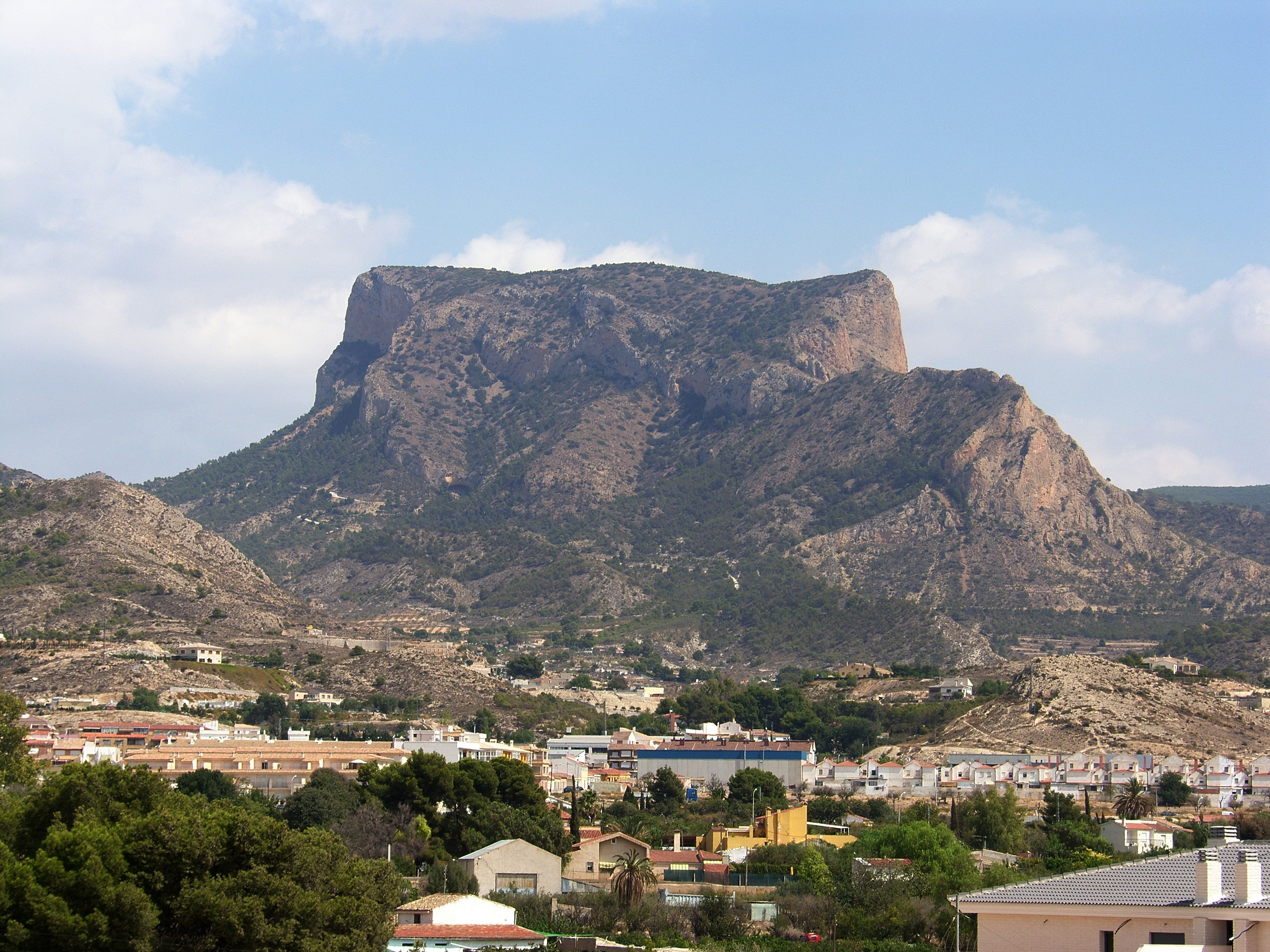
Silla del Cid

Petrel está localizado en el noreste de la comarca del Medio Vinalopó, concretamente en un valle situado en la cuenca media del río Vinalopó, que discurre por la zona oeste de su término municipal. La superficie total de Petrel es de 104,2 km², la tercera más extensa de la comarca tras los municipios Monóvar y Pinoso. La capital provincial se encuentra a 37 kilómetros.
El término municipal está atravesado por la autovía de Alicante A-31, que integra a la N-330 entre los pK 32 y 40. Esta autovía conecta Petrel con la ciudad de Alicante, así como con otros municipios del centro de España, como Almansa, Madrid o Benavente. Además, la carretera CV-837 permite la comunicación con Castalla a través de las montañas de Catí.
El relieve de Petrel, eminentemente montañoso, está constituido por un pasillo estrecho existente entre las tierras bajas de Elche y la meseta de Villena, situado al fondo de una cubeta entre importantes estribaciones, destacando las siguientes sierras por el este: la Sierra del Cid (1147 m), la Sierra del Maigmó (1296 m), la Sierra del Caballo (935 m), o la Sierra del Fraile. Las dos primeras forman parte del Paraje Natural Protegido del Cid y el Maigmó. Entre las cadenas montañosas se suceden pequeños valles formados por ramblas y barrancos, uno de los cuales acoge el Arenal del Almorxó. La altitud del municipio oscila entre los 1147 m (Silla del Cid) y los 404 m al sur del territorio. La localidad se alza a 465 m sobre el nivel del mar.
Por lo que respecta al clima, a pesar de ser Mediterráneo de Interior, el hecho de estar situado en un valle entre sierras hace que el clima de Petrel se caracterice tanto por la irregularidad de las lluvias, como por unas temperaturas suaves en invierno y cálidas en verano. La estación estival es larga y los inviernos cuentan una duración algo inferior, sin embargo son frescos debido a su localización a más de 30 km de la costa y a su altitud de 465 m sobre el nivel del mar.
| Noroeste: Elda | Norte: Sax y Castalla           | Nordeste: Castalla     |
| Oeste: Elda    |                                 | Este: Castalla y Agost |
| Suroeste: Elda | Sur: Novelda y Monforte del Cid | Sureste: Agost         |

### Clima
El clima en Petrel es mediterráneo semiárido, y por lo tanto, con escasez de lluvias, con una media de 428 ml anuales, inviernos cortos y poco fríos, alrededor de 8 °C de media en enero, y una estación larga estival, 26 °C de media en agosto. En verano se suelen alcanzar los 40 °C. La temperatura más alta registrada en el municipio fue en agosto de 1981: 51 °C. El año 2023 fue el más seco de los últimos 40 años en Petrer, con 265 l/m² acumulados y más de 55 días con temperaturas mínimas tropicales por encima de 20.º.
En invierno hay escasas posibilidades de que nieve, no obstante ha habido varios años en el último siglo de los que se recuerdan varias nevadas, entre las que destacan dos nevadas históricas en 1939 y 1960. La primera de ellas fue la nevada más fuerte que se ha registrado en la Comunidad Valenciana que cayó en diciembre de 1939 en Petrel, con un espesor de nieve que alcanzó más de un metro y noventa centímetros de grosor; además, se alcanzó la temperatura mínima histórica de 16 °C bajo cero. La segunda nevada más importante tuvo lugar el 11 de enero de 1960, cuando numerosas familias tuvieron dificultades para salir de sus casas debido a la nieve que se acumulaba frente a sus viviendas. Más recientes pero no con tanta intensidad fueron las nevadas del 28 de enero de 2006, la del 15 de diciembre de 2009 y la del 19 de enero de 2017.
| Parámetros climáticos promedio de La Estación Meteorológica Finca Ferrusa, Petrel 523 m s. n. m. ) (periodo de referencia: 1994-2018) | Parámetros climáticos promedio de La Estación Meteorológica Finca Ferrusa, Petrel 523 m s. n. m. ) (periodo de referencia: 1994-2018) | Parámetros climáticos promedio de La Estación Meteorológica Finca Ferrusa, Petrel 523 m s. n. m. ) (periodo de referencia: 1994-2018) | Parámetros climáticos promedio de La Estación Meteorológica Finca Ferrusa, Petrel 523 m s. n. m. ) (periodo de referencia: 1994-2018) | Parámetros climáticos promedio de La Estación Meteorológica Finca Ferrusa, Petrel 523 m s. n. m. ) (periodo de referencia: 1994-2018) | Parámetros climáticos promedio de La Estación Meteorológica Finca Ferrusa, Petrel 523 m s. n. m. ) (periodo de referencia: 1994-2018) | Parámetros climáticos promedio de La Estación Meteorológica Finca Ferrusa, Petrel 523 m s. n. m. ) (periodo de referencia: 1994-2018) | Parámetros climáticos promedio de La Estación Meteorológica Finca Ferrusa, Petrel 523 m s. n. m. ) (periodo de referencia: 1994-2018) | Parámetros climáticos promedio de La Estación Meteorológica Finca Ferrusa, Petrel 523 m s. n. m. ) (periodo de referencia: 1994-2018) | Parámetros climáticos promedio de La Estación Meteorológica Finca Ferrusa, Petrel 523 m s. n. m. ) (periodo de referencia: 1994-2018) | Parámetros climáticos promedio de La Estación Meteorológica Finca Ferrusa, Petrel 523 m s. n. m. ) (periodo de referencia: 1994-2018) | Parámetros climáticos promedio de La Estación Meteorológica Finca Ferrusa, Petrel 523 m s. n. m. ) (periodo de referencia: 1994-2018) | Parámetros climáticos promedio de La Estación Meteorológica Finca Ferrusa, Petrel 523 m s. n. m. ) (periodo de referencia: 1994-2018) | Parámetros climáticos promedio de La Estación Meteorológica Finca Ferrusa, Petrel 523 m s. n. m. ) (periodo de referencia: 1994-2018) |
| Mes | Ene. | Feb. | Mar. | Abr. | May. | Jun. | Jul. | Ago. | Sep. | Oct. | Nov. | Dic. | Anual |
| --- | --- | --- | --- | --- | --- | --- | --- | --- | --- | --- | --- | --- | --- |
| Temp. máx. media (°C) | 13.3 | 14.3 | 17.0 | 19.1 | 22.5 | 26.9 | 30.3 | 30.6 | 27.4 | 22.3 | 17.8 | 14.4 | 21.3 |
| Temp. media (°C) | 8.3 | 9.0 | 11.3 | 13.5 | 16.8 | 20.9 | 24.0 | 24.5 | 21.4 | 16.8 | 12.5 | 9.6 | 15.7 |
| Temp. mín. media (°C) | 3.3 | 3.8 | 5.7 | 8.0 | 11.1 | 15.0 | 17.8 | 18.4 | 15.5 | 11.4 | 7.3 | 4.8 | 10.1 |
| Precipitación total (mm) | 0.0 | 1.4 | 20.8 | 174.5 | 4.3 | 52.1 | 0.0 | 40.2 | 23.8 | 47 | 35.6 | 13.2 | 412.9 |
| Días de precipitaciones (≥ 1 mm) | 0 | 1 | 2 | 9 | 3 | 5 | 0 | 2 | 5 | 7 | 8 | 1 | 43 |
| Horas de sol | 313 | 332 | 375 | 411 | 438 | 449 | 443 | 406 | 357 | 318 | 291 | 294 | 4427 |
| Fuente: Inforatge - Ayuntamiento de Petrer                                                                                            | | | | | | | | | | | | | |

### Barrios
- La Frontera
- San Fernando
- Salinetas
- El Campet
- El Guirney
- San Rafael
- San Jerónimo
- Chimeneas
- Ensanche
- La Foia
- San José
- Almafrá

### Parques, jardines y plazas
Una de las características de la población es la gran superficie de zonas ajardinadas, de recreo y de esparcimiento con las que cuenta.
- Parque municipal 9 de Octubre

El parque 9 de Octubre fue inaugurado en la década de los 90 y de planta irregular, es el más extenso de Petrel. Cuenta con un lago con un gran géiser, un escenario al aire libre con un gran graderío que se utiliza en la celebración de conciertos durante las fiestas patronales y los Concerts d'Estiu, entre otros eventos, y un bar-restaurante, además de zonas de juegos infantiles, ajardinadas y de esparcimiento y un carril bici. Cabe destacar que durante su construcción se respetaron los desniveles del recinto, lo que hizo posible la construcción de la grada aprovechando antiguos bancales de cultivo.
- Parque municipal de El Campet

También inaugurado en la década de los 90, está dominado por un impresionante techado de varias decenas de metros de altura con forma de cascarón que proporciona sombra en verano. Cuenta con una fuente ubicada en lo alto de una pequeña colina, que canaliza el agua y la transporta a una caída en forma de cascada. Además cuenta con zonas de césped, juegos infantiles, un bar y un pequeño escenario acompañado de un graderío, que se usa para varios eventos y jornadas organizadas por el Ayuntamiento y por asociaciones locales. En él se celebran también conciertos de verano.
- Jardines de Juan Carlos I

Comúnmente conocido como el jardín de las chimeneas, es un recinto que cuenta con zonas ajardinadas y de esparcimiento, además de contener edificios municipales como el Mercado de la Frontera, el centro municipal Las Cerámicas, el Forn Cultural, o el centro de salud Petrel II.
- Parque de Cervantes

Conocido como el parque de la Estrella tiene una Rosa de los Vientos junto a un laberinto, zonas de juegos, de sombra y ajardinadas. Es un parque interior, al que se accede por calles peatonales. Se encuentra junto a la calle Virrey Poveda.
- Jardín de la Explanada

Antaño se conoció como los jardines de las Escuelas, debido a que formaba parte del recinto de las Escuelas Nacionales Graduadas, inauguradas en 1929. En la actualidad, está abierta y lo que fuera el edificio del Colegio Primo de Rivera, ha sido restaurado recientemente y en breve abrirá sus puertas como edificio polivalente. El jardín también cuenta con una pinada y zona de juegos. La Explanada es ampliamente utilizada en festividades locales y populares.
- Pinada de Villaplana

Conocida popularmente como la Pinada, es una gran pinada que se encuentra en la rivera de la rambla de Puça. Es sede de la petanca y tiene zonas de juegos infantiles. Los pinos inundan de sombra todo el jardín. Ubicada en el acceso norte a la ciudad, la zona ajardinada se continúa al otro lado de la carretera.
- Jardines Blasco Ibáñez

Son unos grandes jardines interiores a los que se accede peatonalmente desde las calles Virrey Poveda y Felipe V.
- Jardín de la Lloma Badà

Inaugurado en el 2011, es una zona ajardinada y de juegos ubicada en el barrio de la Lloma Badà. Cuenta también con una pequeña pista natural de ejercicio.
- Plaza de España

Antiguamente constituyó los límites del casco urbano. Ubicada en el barrio del Ensanche, es una pequeña plaza ajardinada, desde donde salen algunos de los desfiles de las fiestas de Moros y Cristianos, celebradas a principios de mayo.
- Plaza de Baix

Ubicada en el centro tradicional del municipio, es una plaza con una alameda y es sede del Ayuntamiento de Petrel. Además, en ella se encuentra la Iglesia de San Bartolomé.
- Plaza de Dalt

Pequeña plaza ubicada en el casco antiguo y que está comunicada con la plaza de Baix por una calle, en la que se ubica la oficina de turismo.
- Plaza de San Crispín

Es una moderna plaza restaurada en el año 2011 con zonas de sombra, ajardinadas y de esparcimiento, además de tener una zona de juegos infantiles. De ella forma parte un corredor de varios metros de amplitud, semipeatonal, que conduce al parque 9 de Octubre.
- Plaza de la Foia

Se ubica en el casco antiguo, en el barrio de la Foia. Destaca su acceso oeste por el Arco del Castillo, que comunica con una calle que conduce a la plaza de Dalt.
- Plaza del Luvi

Plaza inaugurada el 8 de diciembre de 2024, se encuentra en los terrenos en los que antiguamente estaba la fábrica del Luvi, de ahí su nombre. Se encuentra entre el barrio San Jerónimo y el barrio del Guirney, en la calle Norte que comunica con una rotonda que conduce a la salida del Guirney.
- Plaza de Hipólito Navarro

Se ubica entre las calles Ortega y Gasset, Virrey Poveda, María Luisa Ruiz y Azorin. Se trata de un pequeño jardín y parque infantil próximo a las instalaciones del polideportivo municipal.
Además de estas zonas ajardinadas, el casco urbano se encuentra repleto de otras, como un gran bulevar en el acceso sureste a la población por la avenida de Cataluña, una alameda central en la avenida Felipe V, zonas ajardinadas en los alrededores del castillo y en el alto de las ermitas. Por otro lado, hay que recalcar los innumerables jardines, plazas y plazoletas ocultas en cada rincón del casco urbano y las pequeñas plazas del casco antiguo.

## Historia

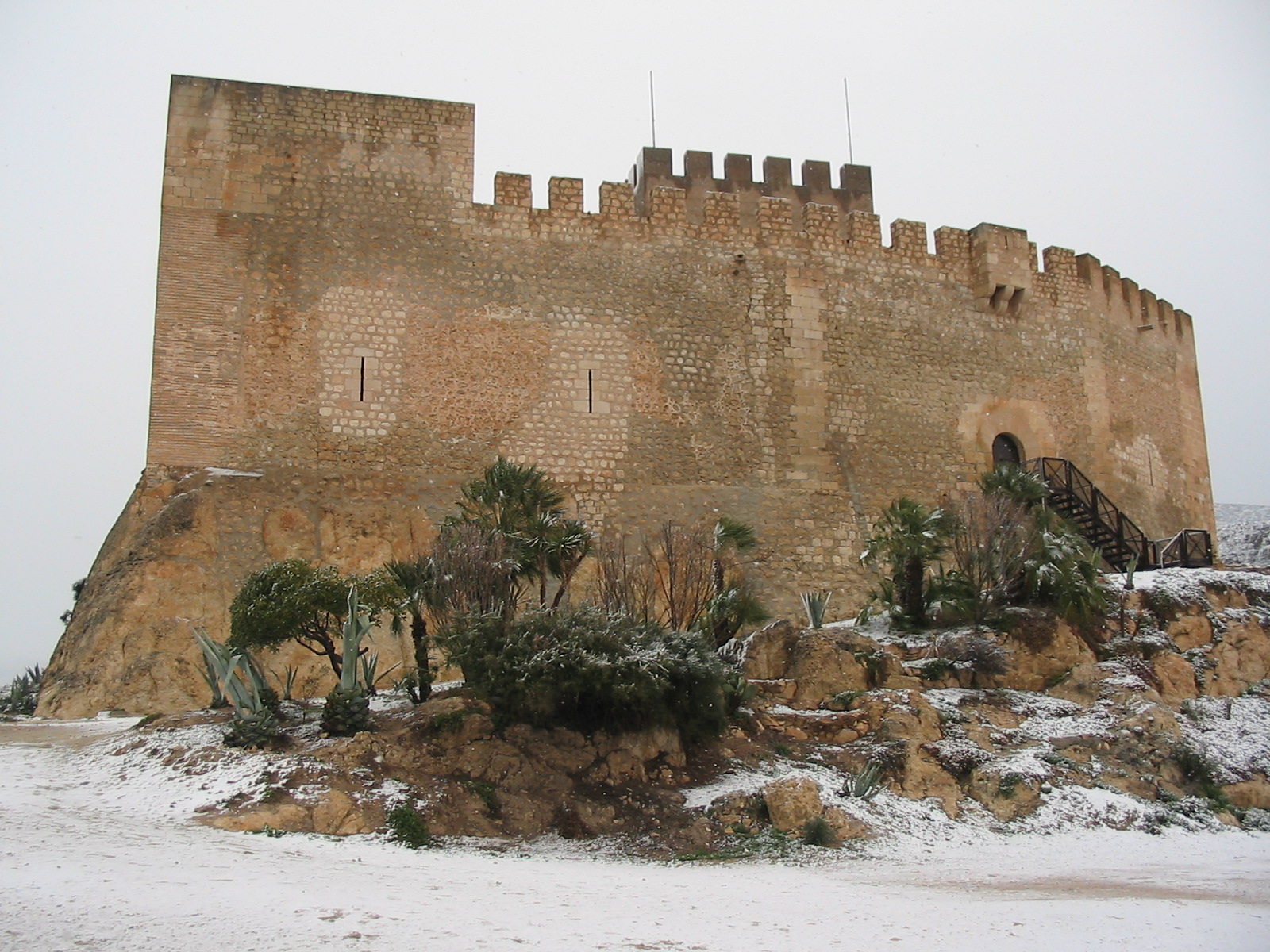
Castillo de Petrel, de origen musulmán en el o

Los primeros asentamientos prehistóricos de Petrel datan del periodo Neolítico, unos 5000 años a. C., en las partidas de El Chorrillo y El Almorxó. Hacia el 2000 a. C. se produjeron también varios asentamientos, aldeas agrícolas en su mayoría, sobre la mayor parte del municipio actual, destacando el yacimiento de Catí-Foradá. Al pueblo íbero corresponden yacimientos datados entre los siglos V y III antes de Cristo, como los de El Chorrillo, Caprala y la Sierra del Caballo. Asimismo, también se dieron varios núcleos en época romana, siendo uno de ellos la llamada Villa Petrarium o Villa Petrea (latín vulgar).
Pero el desarrollo del núcleo urbano de Petrel da comienzo en la aldea de Bitrir, aldea importante dentro de la comarca para el asentamiento musulmán, como da fe la fortaleza construida en la segunda mitad del siglo XII. Esta fortaleza, junto a los castillos de Elda, Villena, Sax y Novelda, formó un gran sistema de defensa para el paso hacia Castilla y el norte de la provincia alicantina por el paso del Vinalopó.
En 1244 se firma el Tratado de Almizra, en el cual los reinos de Castilla y Aragón establecieron sus fronteras, Petrel pasó a formar parte de Castilla. Posteriormente se firma la Sentencia de Torrellas (1304) y el posterior Tratado de Elche (1305), tras los cuales Petrel se incluye en la Corona de Aragón dentro del Reino de Valencia, perteneciendo así a los condes de Cocentaina, cuyos descendientes vendieron la villa, junto a las de Elda y Salinas, a Juan Coloma, a finales del siglo XVI, creándose entonces el condado de Elda, con el beneplácito de Felipe II, al que perteneció Petrel hasta la abolición de los señoríos en el siglo XIX.
Durante el siglo XVI, el grueso de la población de Petrel era de origen morisco, por lo que el pueblo quedó considerablemente despoblado tras la expulsión de los moriscos en 1609. Para la repoblación del municipio se contó con unas 100 familias procedentes de pueblos cercanos como Castalla, Onil, Biar, Jijona y Muchamiel. El rey Felipe III agradeció la ayuda de Antonio Coloma y Calvillo, señor de la villa, en la expulsión, ofreciéndole los territorios de toda la Sierra del Cid en 1612. Los nuevos territorios fueron finalmente incorporados tras una firma de derecho de los dueños de Petrel en 1662, en detrimento de las villas colindantes por el oeste, especialmente la de Agost.
Durante la guerra de Sucesión (1700-1713), la villa dio su apoyo a Felipe V, formando parte de la unión de Castalla. Cuando Felipe accedió finalmente al trono agradeció a Petrel su lealtad con diversos privilegios e incorporó nuevos elementos al escudo del pueblo.
Como última reseña histórica, durante la guerra civil española, Petrel fue hito del Gobierno de la Segunda República, ya que el presidente Juan Negrín situó el Consejo de Ministros en las Escuelas Nacionales de Elda y su residencia en la denominada posición Yuste, situada en la finca El Poblet de Petrel. Negrín viajó en un Douglas desde el Fondó de Monover hacia el exilio a Francia para buscar refugio, ya que era inminente la presencia en la zona del bando nacional. Actualmente es está tramitando la declaración del lugar Bien de Interés Cultural

## Demografía
Petrel cuenta con una población de 34 076 habitantes (INE 2024).
| Gráfica de evolución demográfica de Petrel entre 1842 y 2021 |
| |
| Población de derecho según los censos de población del INE Población de hecho según los censos de población del INEEn estos censos se denominaba Petrel: 1842, 1857, 1860, 1877, 1887, 1897, 1900, 1910, 1920, 1930, 1940, 1950, 1960, 1970 y 1981 |

Desde los años 70, Petrel ha absorbido gran parte del crecimiento demográfico de otros municipios de la comarca del Medio Vinalopó, gracias a tener una gran superficie edificable, especialmente el aérea del oeste, zona principal de expansión de la ciudad entre el último cuarto del siglo XX y primera década del XXI. No obstante, el desarrollo urbanístico de Petrel no ha culminado, puesto que todavía quedan grandes extensiones de terreno urbanizables a desarrollar.
Los barrios residenciales de la Loma Badà y Salinetas se comenzaron a urbanizar en la década de los 70, época en que la ciudad comenzó un vertiginoso crecimiento demográfico que se prolongaría hasta el inicio de la crisis económica que se inició en el año 2007. Concretamente, el desarrollo de estos dos barrios residenciales situados en el extrarradio que marca la autovía A-31 han cohesionado aún más la buena planificación urbanística que ha logrado tener Petrel. Las últimas que tuvieron lugar fueron la urbanización del barrio de San Jerónimo, a principios de la década de los años 2000, junto con la del eje central-La Canal.
Existe un plan de revitalización del centro o Plan de Reforma Interior y otro del barrio del Ensanche, que prevé la construcción de nuevas viviendas, parques y la aclamada plaza Mayor, actualmente en un estado de paralización.
El porcentaje de extranjeros censados en Petrel es del 4,47 % (INE 2018), sin embargo en 2006 fue el más bajo de todos los municipios de más de 2000 habitantes de la provincia. La mayoría de los inmigrantes del municipio proceden de América, con un 39,12 % de los extranjeros - destacando a Colombia como el país más numeroso con 151 habitantes; le siguen ciudadanos con nacionalidades de países de Europa, con un 36,87 % - principalmente de Rumanía con 76 habitantes inscritos; a continuación, Asia con un 14,09 % de los extranjeros empadronados - despuntando China con 82 habitantes; y por último los continentes de África con un 9,7 % - Marruecos con 41 habitantes - y Oceanía con un 0,23 % con un total de 2 habitantes.
En 2022, el número de extranjeros y sus nacionalidades ha variado. El número total de extranjeros en Petrer es de 961, es decir, un 2,83 % de la población total, que, este mismo año, asciende a 33 978 petrerenses. Además, los americanos siguen predominando como el mayor grupo por continente registrado con un total de 374 personas (un 1,1 % de la población total de Petrer). De este continente, la nacionalidad más presente en Petrer es la colombiana, con un total de 188 habitantes. A continuación, el grupo poblacional más extenso son los europeos, con un total de 352 personas (1,04 % del total de la población petrerense), destacando las nacionalidades inglesa y rumana con 59 y 57 habitantes respectivamente. En tercer lugar, se encuentran los habitantes de origen africano, con 139 personas (0,41 %), predominando la nacionalidad marroquí son 78 habitantes. En cuarto lugar, los asiáticos, con 93 personas, la mayoría de ellas provenientes de China (63 habitantes). Por último, las personas oriundas de Oceanía, con 3 habitantes.

## Economía
La economía de la comarca tiene como actividad principal el calzado. Actualmente parece experimentarse un proceso en el cual se integran, junto a las fases productivas de la industria del calzado, un sector primario creciente (actividades agrícolas y mineras) y un sector de servicios.
La industria del calzado y la marroquinería se han convertido, a lo largo de los años, en el tejido productivo básico. El tamaño de las empresas (pequeño y mediano), así como su organización, permiten una amplia flexibilidad y adaptación a la demanda de distintos volúmenes de pedido de zapatos, bolsos y otros complementos.

## Administración y política

### Gobierno municipal
Petrel, al ser un municipio que cuenta con una población de entre 20 001 y 50 000 habitantes, su Ayuntamiento está formado por 21 concejales, tal y como establece el artículo 201 de la Ley Orgánica 5/1985, de 19 de junio, del Régimen Electoral General.

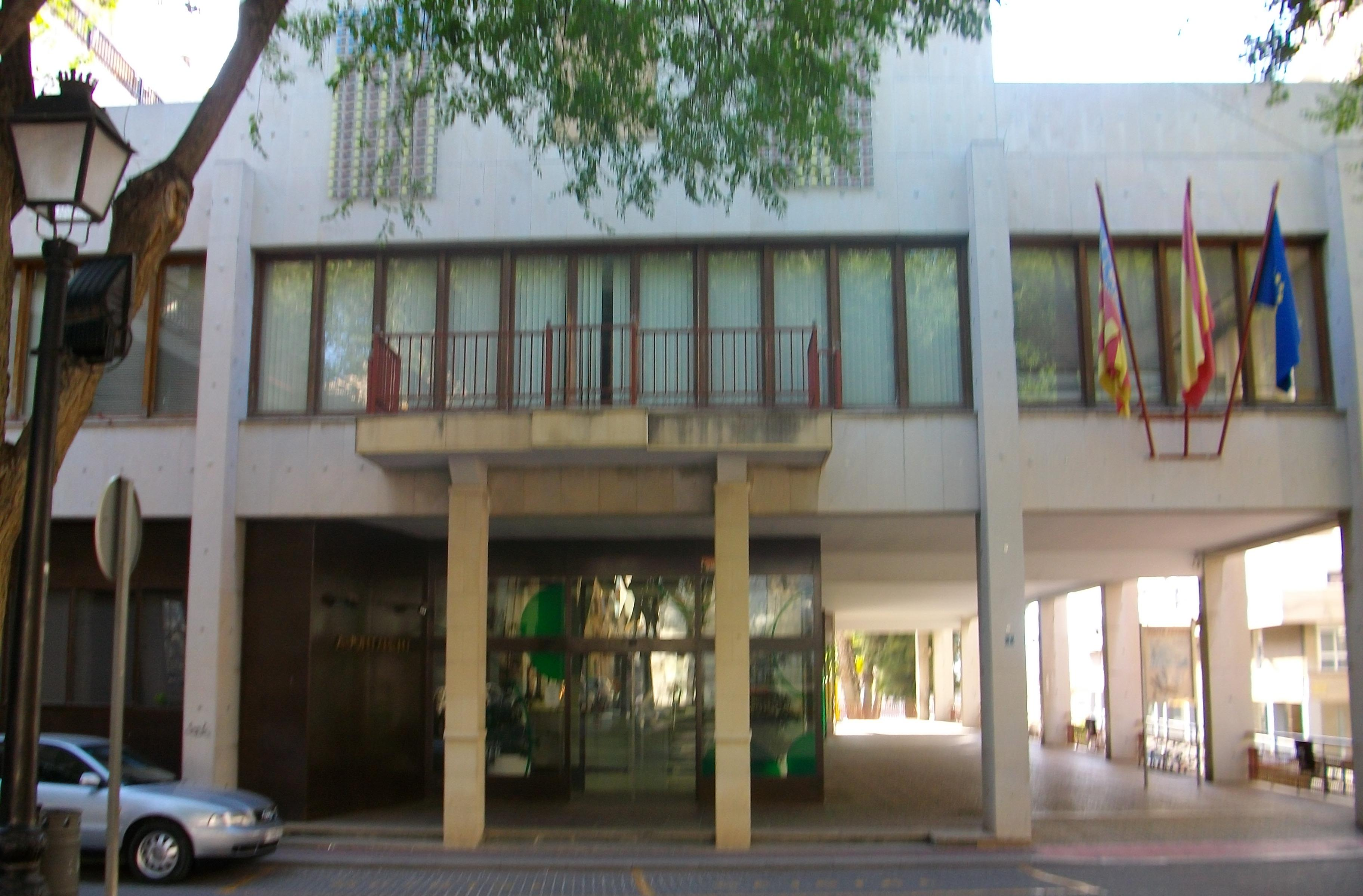
Ayuntamiento de Petrel

Desde 1979, se han realizado once elecciones municipales en las siguientes fechas: 1979, 1983, 1987, 1991, 1995, 1999, 2003, 2007, 2011, 2015, y 2019 en las que el censo electoral ha aumentado de 14 481 a 27 131 votantes. En las cinco primeras la mayoría la obtuvo el Partido Socialista (PSPV-PSOE), en las de 1999 lo hizo Esquerra Unida (EUPV) y entre 2007 y 2015, la consiguió el Partido Popular (PPCV). En 2019, el PSPV-PSOE recuperó la primera posición con mayoría absoluta. Irene Navarro volvió a ocupar la alcaldía en la legislatura de 2019-2023. Cuatro años después, en 2023, el grupo municipal del PSOE obtuvo 11 concejales logrando renovar un mandato más su gobierno municipal.
| Periodo   | Nombre                     | Partido | Partido                                         |
| --------- | -------------------------- | ------- | ----------------------------------------------- |
| 1979-1995 | Vicente Maestre Juan       |         | Partit Socialista del País Valencià (PSPV-PSOE) |
| 1995-2007 | José Antonio Hidalgo López |         | Esquerra Unida del País Valencià (EUPV)         |
| 2007-2015 | Pascual Díaz Amat          |         | Partido Popular (PP)                            |
| 2015-2017 | Alfonso Lacasa Escusol     |         | Partit Socialista del País Valencià (PSPV-PSOE) |
| 2017-act. | Irene Navarro Díaz         |         | Partit Socialista del País Valencià (PSPV-PSOE) |

El primer alcalde de Petrel de la democracia fue Vicente Maestre Juan. Tras hacer campaña en favor de la Constitución Española, fue elegido en 1978 como candidato a la Alcaldía de Petrel por el PSOE en las primeras elecciones democráticas celebradas en 1979. En esos comicios obtuvo 10 de los 21 concejales y 16 días después era elegido alcalde con el apoyo, además, de tres concejales del Partido Comunista y uno del Movimiento Comunista.
El impulso que tomó la ciudad durante esos cuatro años le valió para repetir como alcalde con mayoría absoluta en las elecciones de 1983, 1987 y 1991. Sin embargo en 1995, a pesar de que el PSOE fue la fuerza más votada, el pacto entre el Partido Popular e Izquierda Unida lo relegó a la oposición y fue concejal hasta 1999, año en el que abandonó la política activa aunque siguió participando como militante socialista de base.
Ese pacto de 1995 entre dos partidos con ideologías un tal alejadas, dio lugar a que el nuevo alcalde fuera el candidato por Izquierda Unida, José Antonio Hidalgo López, dejando al Partido Socialista con mayoría de 10 concejales en la oposición, dando paso a la que se denominó la «legislatura de oro».
En las siguientes elecciones de 1999, Izquierda Unida consiguió por primera vez la mayoría de votos, pero no mayoría de concejales ya que tanto Izquierda Unida (5033 votos), como Partido Popular (4821 votos) y Partido Socialista (4616 votos), obtuvieron 7 concejales cada partido. No obstante, continuó siendo José Antonio Hidalgo el alcalde por ser cabeza de la lista más votada.
Con las elecciones de 2003, que dieron ahora por primera vez la mayoría al Partido Popular, el hasta entonces alcalde, José Antonio Hidalgo López, volvió a pactar pero ahora con el Partido Socialista que había quedado en tercera posición. De ese modo, continuó su mandato durante una tercera legislatura (2003-2007) en la que el Partido Popular continuó en la oposición con una fuerza de 9 concejales.
Fueron las elecciones municipales de 2007, las que volvieron a otorgar una mayoría absoluta a Petrel desde 1991, una mayoría absoluta de 11 ediles a Pascual Díaz Amat del Partido Popular, por lo tanto pasó a ocupar la alcaldía del municipio, siendo así el primer alcalde de Petrel de este partido político. Cabe destacar que, como se ha indicado, en las elecciones de 2003 el PP ya había sido la fuerza más votada, pero EUPV y PSPV-PSOE consiguieron alcanzar la mayoría. En la oposición quedaron ahora el PSOE y EUPV con cinco concejales cada uno. También fue 2007 el primer año en que se presentaban en coalición Els Verds-Bloc, aunque no consiguieron ningún concejal.

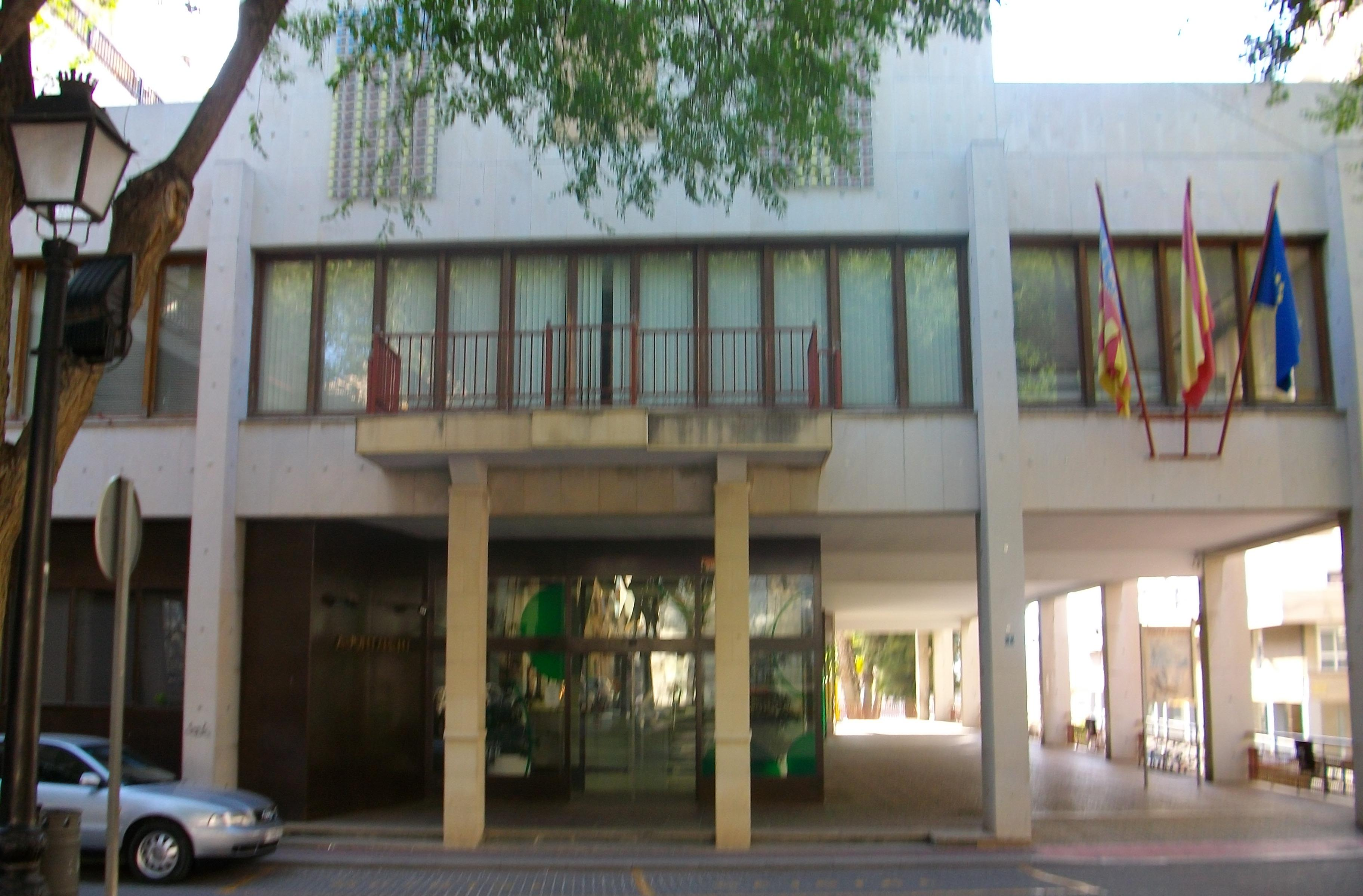
Ayuntamiento de Petrel

Tras las elecciones municipales de 2011, Pascual Díaz Amat mantuvo la alcaldía del municipio ampliando su mayoría absoluta con 12 concejales. Por su parte el PSOE quedó con 6 concejales, Esquerra Unida logró 2 concejales y el Bloc Nacionalista consiguió su primer concejal.
En las elecciones del 24 de mayo de 2015, el Partido Popular (PP) obtuvo 9 ediles, perdiendo la mayoría absoluta que había tenido en las dos últimas legislaturas desde 2007, el Partido Socialista (PSOE) consiguió 6, Esquerra Unida (EUPV) 2, Sí se puede (Podemos) 2, Coalició Compromís 1 y Ciudadanos 1. De ese modo, se formó por primera vez en la localidad un gobierno de coalición con tres partidos, compuesto por el PSOE, Esquerra Unida y Compromís que, aunque no conseguían llegar a la mayoría de 11 concejales, la abstención de Sí se puede (Podemos) permitió que gobernasen en minoría. El alcalde pasó a ser Alfonso Lacasa Escusol del Partido Socialista que, tras dos años de gobierno, el 23 de junio de 2017 procedió con su dimisión y la alcaldía fue sucedida por la número 3 del PSOE, Irene Navarro, siendo la primera alcaldesa de Petrel.
Tras las elecciones municipales de mayo de 2019 (véase la primera tabla), el Partido Socialista (PSOE) pasó a contar con una representación de 13 concejales, lo que supuso dos ediles más de la mayoría absoluta. Mientras tanto, el Partido Popular (PP) obtuvo 5, Ciudadanos 2 y Esquerra Unida (EUPV) 1. Además cabe destacar que los partidos políticos de Podemos, Vox y Compromís no obtuvieron representación alguna debido a que no lograron reunir al menos un 5 % de los votos. El 15 de junio de 2019, en el pleno por el que se establecía la nueva corporación, Irene Navarro volvió a ser investida alcaldesa de Petrel, salvo que esta vez con un gobierno únicamente formado por los miembros del Partido Socialista (PSOE). En el año 2023, Navarro volvió a obtener la confianza del Pleno municipal erigiéndose primera edil para otra legislatura más.
| Partido político                                | 2023  | 2023  | 2023       | 2019  | 2019  | 2019       | 2015  | 2015  | 2015       | 2011  | 2011  | 2011       | 2007  | 2007  | 2007       |
| Partido político                                | Votos | %     | Concejales | Votos | %     | Concejales | Votos | %     | Concejales | Votos | %     | Concejales | Votos | %     | Concejales |
| Partit Socialista del País Valencià (PSPV-PSOE) | 8254  | 46,29 | 11         | 8110  | 49,63 | 13         | 4707  | 25,76 | 6          | 4867  | 27,52 | 6          | 4142  | 24,57 | 5          |
| Partido Popular (PP)                            | 6215  | 34,85 | 8          | 3346  | 20,47 | 5          | 7118  | 38,95 | 9          | 8946  | 50,59 | 12         | 8099  | 48,04 | 11         |
| Compromís-Bloc Nacionalista Valencià (BNV)      | 1348  | 7,55  | 1          | 527   | 3,22  | 0          | 1049  | 5,74  | 1          | 888   | 5,02  | 1          | 698   | 4,14  | 0          |
| Vox                                             | 1215  | 6,81  | 1          | 618   | 3,78  | 0          | —     | —     | —          | —     | —     | —          | —     | —     | —          |
| Podem-Sí Se Puede                               | 321   | 1,8   | 0          | 683   | 4,17  | 0          | 1564  | 8,56  | 2          | —     | —     | —          | —     | —     | —          |
| Ciudadanos (CS)                                 | 263   | 1,47  | 0          | 1851  | 11,32 | 2          | 1023  | 5,60  | 1          | —     | —     | —          | —     | —     | —          |
| Esquerra Unida del País Valencià (EUPV)         | —     | —     | —          | 1086  | 6,64  | 1          | 2007  | 10,98 | 2          | 1787  | 10,10 | 2          | 3647  | 21,63 | 5          |

### Organización territorial
El municipio de Petrel, además de por los barrios integrados en su casco urbano, se compone de 37 partidas rurales, algunas de ellas dotadas de hoteles rurales y zonas de acampada:
- Aiguarrius
- Caprala
- Almafrá alta y baja
- Salinetas altes i baixes
- Les Pedreres altes i baixes
- L'Almadrava
- Els Palomarets
- L'Avaiol
- Xorret de Catí
- Sierra del Caballo
- La Costa
- L'Esquinal
- Rabosa
- El Trosset
- Ferrusa
- L'Horteta
- El Forcat
- Els Col·legials
- El Cid
- Santa Bárbara
- Els Xaparrals
- El Barxell
- L'Alt de Càrdenes
- Puça
- Casa Castalla
- La Teuleria del Riu
- El Figueralet
- El Ginebre
- Els Clotxines
- LLobera
- El Rebentón
- La Loma Badá
- Els Palomarets
- Petrel
- El Guirney
- Les coves del Riu

En algunas de ellas existen hoteles rurales (Caprala, Puça), albergues (L'Avaiol) y zonas de acampada y barbacoa (Rabosa, Xorret de Catí, El Sit Racó Xolí).

## Servicios

### Educación
En Petrel hay una amplia oferta educativa, que abarca la educación infantil, primaria, secundaria, formación profesional, universitaria e idiomática. Así mismo, hay una escuela para adultos y otro centro para alumnos con necesidades especiales que destaca debido a que solamente hay ocho centros más de este tipo en el resto de España.

#### Educación infantil
La educación infantil en Petrel (de los 3 a 5 años) generalmente se encuentra integrada en los centros en los que se imparte educación primaria, no obstante hay dos colegios públicos que únicamente imparten educación infantil, tales como EEI Cid Campeador y EEI Virgen Del Remedio.
Por otro lado, en Petrel se han adaptado recientemente aulas para una educación infantil dirigida para alumnos de 2 años, por el momento hay cuatro de este tipo y se encuentran en el CEIP Virrey Poveda, CEIP 9 d'octubre, CEIP Rambla dels Molins y CEIP La Foia.

#### Educación primaria
Petrel cuenta con siete centros públicos y uno concertado de educación primaria: CEIP La Foia, CEIP 9 d'octubre, CEIP Reina Sofía, CEIP Virrey Poveda, CEIP Reyes Católicos, CEIP Santo Domingo Savio y CEIP Rambla dels Molins. El CEIP Miguel Hernández, a pesar de ubicarse en Petrel, no está gestionado por el ayuntamiento de la ciudad.

#### Educación secundaria y bachillerato
Los institutos de educación secundaria en Petrel son cuatro: IES Azorín, IES Poeta Paco Mollá, IES La Canal e IES Santo Domingo Savio. Por lo que respecta a las peculiaridades de cada uno, cabe destacar que el IES Azorín es el primer centro de educación secundaria y bachiller de la ciudad de Petrel; el IES Poeta Paco Mollá es el único que cuenta con la especialidad del bachillerato artístico; el IES La Canal cuenta con la media más alta de la comarca en las pruebas de acceso a la universidad; y el IES Santo Domingo Savio es el más reciente y sus instalaciones se comparten con el colegio de educación infantil y primaria del mismo nombre.

#### Formación profesional
A pesar de la neurálgica posición de Petrel en el interior de la provincia de Alicante, no existe un campus con facultades de formación profesional, sino que dos de los institutos de educación secundaria cuentan con instalaciones propias en las que se ofertan varios ciclos formativos. En el IES Poeta Paco Mollá se imparten ciclos de la especialidad de informática y comunicaciones; y el IES La Canal cuenta con los ciclos formativos de mantenimiento, electricidad y electrónica.
La situación de escasa oferta en la ciudad conlleva que la mayoría de estudiantes que optan por la formación profesional deben trasladarse a otros municipios, además en diversas ocasiones ha habido problemas por falta de plazas en la provincia, y por lo tanto la tasa de alumnos de formación profesional de la zona sea muy inferior a la media nacional.

#### Formación universitaria
Petrel es una de las sedes territoriales de la Universidad de Alicante y se encuentra en el histórico edificio de las escuelas, antiguo colegio Primo de Rivera, junto a los jardines Alcalde Vicente Maestre.

## Monumentos y lugares de interés
Petrel es uno de los municipios con más enclaves patrimoniales documentados de la provincia de Alicante, destacando desde un principio por el hecho de contar con uno de los ejemplares castillos medievales que sirvieron como línea defensiva en la época de la Reconquista, periodo que da origen a una de las fiestas más importantes de Petrel, la celebración de los Moros y Cristianos, muestra del patrimonio intangible de la ciudad.

### Castillo de Petrel
Artículo principal: Castillo de Petrel

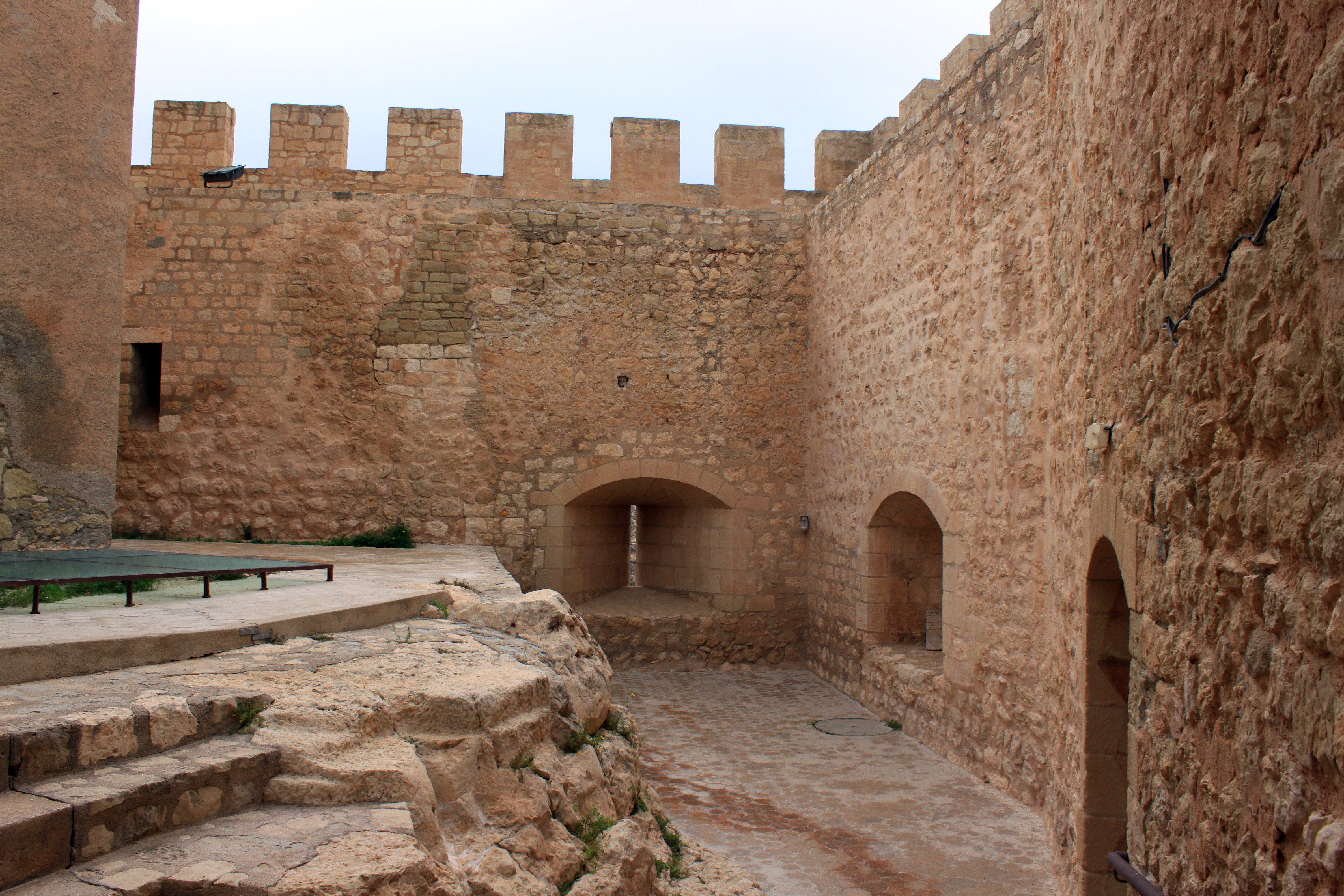
Patio interior del castillo

El monumento más importante de la villa es su Castillo-fortaleza, construido por los árabes desde finales del siglo XII hasta principios del siglo XIII. Corona el alto sobre el que se asienta el casco histórico de la ciudad.
Su aspecto se ha ido modificando paulatinamente. En el siglo XII estaba constituido por la Torre del Homenaje y por la muralla, de la que hoy tan solo se conserva el lado oeste; sin embargo, tras la reconquista cristiana, las Coronas de Aragón y Castilla le proporcionaron una ampliación interna que consistió de dos torres defensivas y la fachada principal que hoy cierra la alcazaba.
Finalmente, ya en el siglo XX, tras la restauración que tuvo lugar por su gran deterioro, se pueden visitar todas las dependencias de la fortaleza, incluyendo las Casas-Cueva que se excavaron a finales del siglo XIX en el interior de la muralla del castillo.

### Casas-cueva

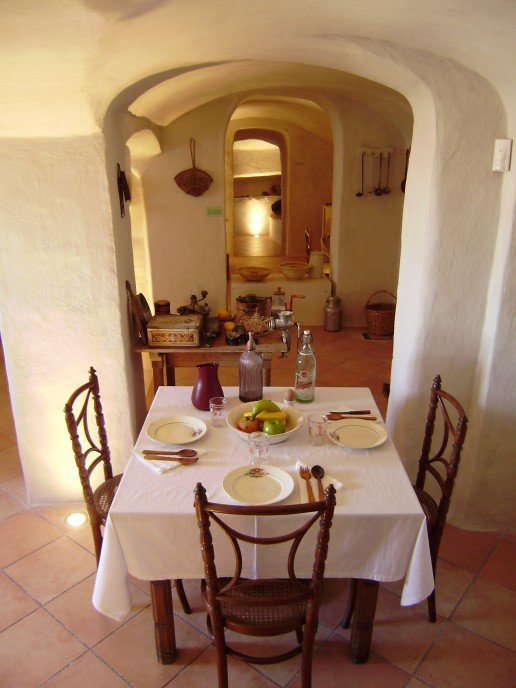
Casas-cueva

Después del castillo, las Casas-cueva son el monumento típico de Petrel por excelencia, este tipo de viviendas se puede encontrar en otros lugares de España. Actualmente las Casas-Cueva son un museo que recrea el estado que tuvieron como viviendas familiares. Su interés reside en que cuentan con una gran variedad de objetos de los siglos XIX y principios del XX, a modo de colección etnológica, pero además cuentan con características propias de las casas excavadas, como por ejemplo una temperatura estable de alrededor de 20 °C durante todo el año, y que además se encuentran en el interior de los muros de un castillo medieval.
Más allá del museo visitable, en el resto del casco antiguo se encuentran más casas cueva sin un buen estado de conservación, sobre todo en terrenos de la ladera norte del castillo que fueron arrendados a principios del siglo XX a las familias más necesitadas por parte de la parroquia de San Bartolomé, propietaria de esos recintos, para que excavaran sus casas. También son abundantes en la rambla de Puça y en algunas de las partidas rurales de la localidad.

### Arco del Castillo
El arco del castillo es un monumento que data del siglo XV y fue uno de los accesos desde la plaza de Dalt a las calles ubicadas en las faldas del Castillo de Petrel.
Durante la Baja Edad Media, era un auténtico nexo que servía de frontera para controlar a la gente que accedía al más antiguo casco histórico, debido a que al ensanche que se iba construyendo (hoy parte del casco antiguo también) llegaban comerciantes y personas de paso a la villa.

### Templos religiosos

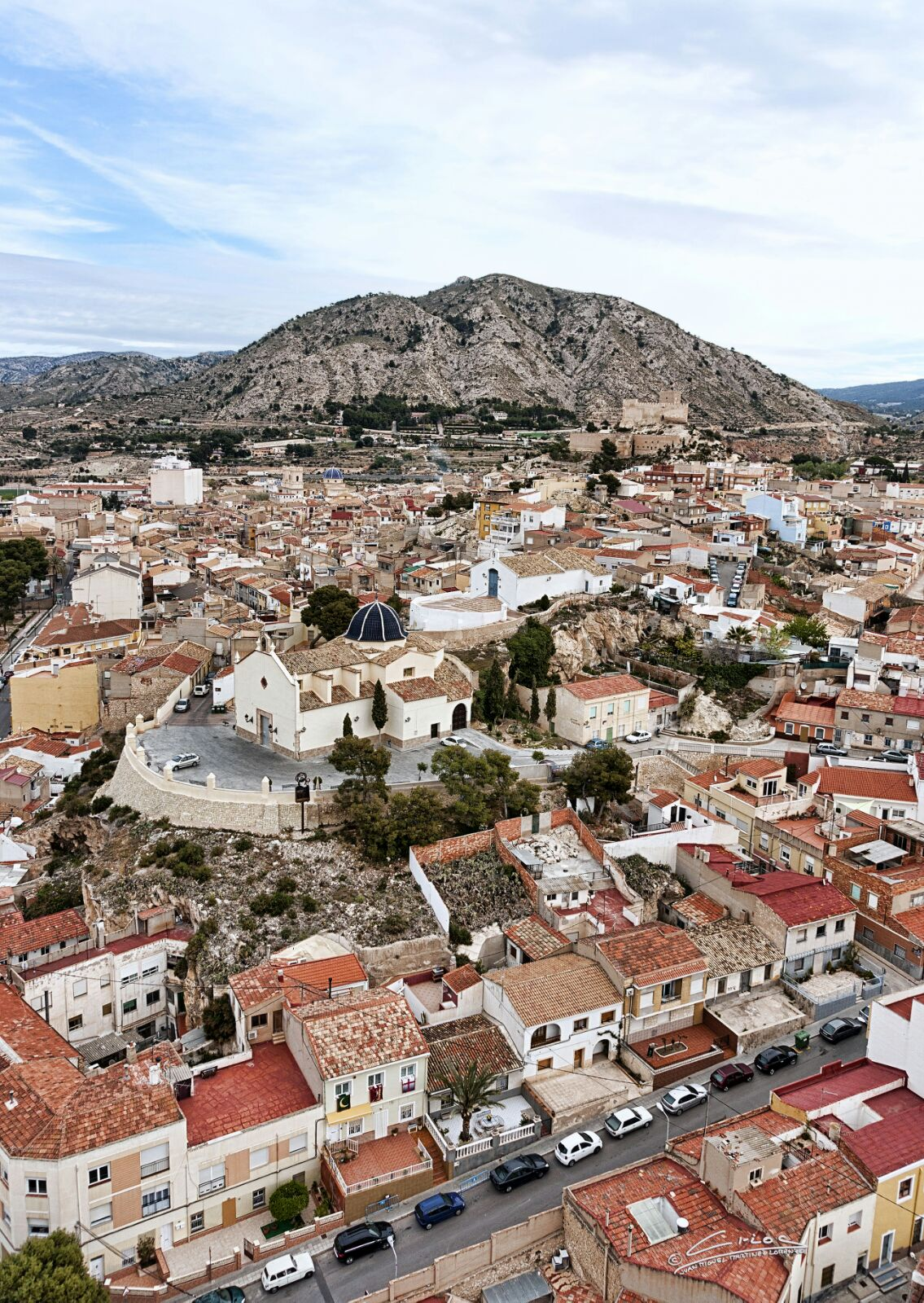
Vista general de las ermitas, el castillo y la iglesia de San Bartolomé con la sierra del Caballo al fondo

En Petrel se agrupan numerosos templos religiosos, hecho que evidencia la estrecha relación que ha guardado la Iglesia con la población. La mayoría de los que destacan son cristianos católicos, con gran valor arquitectónico e histórico: una iglesia del siglo XVIII, dos ermitas del siglo XVII y una ermita rural.

#### Iglesia de San Bartolomé
La obra de la iglesia fue promovida por el conde de Puñonrostro y diseñada por Francisco Sánchez, con planta rectangular, cuya construcción comenzó en 1779 sobre los restos de la anterior parroquia. Esta antigua iglesia era mucho más pequeña y su puerta principal no se encontraba en la plaza de Baix, sino que se ubicaba en el comienzo de la calle Mayor. Concretamente, en el altar actual de la iglesia se encontraba la precedente y se tuvieron que derrumbar ciertas casas anexas para abrir un espacio que albergara la gran iglesia hacia la plaza de Baix, antiguamente conocida como plaza Mayor.
Durante la Guerra Civil, varios individuos entraron en el templo y rompieron a su paso gran parte del mobiliario, como bancos e imágenes. Sin embargo, el suceso más trágico fue cuando rompieron las tres estatuas principales de los santos y las lanzaron desde el tejado a la plaza, quedando la iglesia sin ellos durante gran periodo de tiempo, hasta que fueron remplazadas por las estatuas actuales y posteriormente restauradas.

#### Ermita de San Bonifacio
La Ermita de San Bonifacio fue construida en 1634, para guardar a la figura homónima en un lugar de culto. Tras su ampliación en el siglo XVIII, es la más grande de las tres ermitas de Petrel y se ubica justo delante de la Ermita del Santísimo Cristo, a la que se puede acceder por unas escaleras que rodean a la de San Bonifacio.
Es el lugar que representa a las fiestas de Moros y Cristianos de Petrel, debido a que San Bonifacio es el patrón de las mismas. Por ello, cada año se celebran en el fin de semana más próximo a su día de santificación, el 14 de mayo, siendo el viernes cuando se traslada la figura a la Iglesia de San Bartolomé y el lunes cuando se devuelve a su ermita.
Además, cuenta con la peculiaridad de tener cinco tragaluces a cada lado del tejado, en los que están dibujados el emblema de cada una de las cinco comparsas moras y cinco cristianas que protagonizan la festividad.

#### Ermita del Santísimo Cristo
La Ermita del Santísimo Cristo del Monte Calvario fue construida en 1674 y se encuentra situada en un alto del casco histórico, desde cuyo mirador se domina todo el valle de Petrel. De hecho, Emilio Castelar, pensador, político y expresidente del gobierno de la Primera República Española, que pasó gran parte de su vida en dicho valle, calificó el mirador como «el balcón de España».
Fue construida con dimensiones parecidas a la ermita de San Bonifacio, pero tras la ampliación de esta última, en la que se le construyó incluso una cúpula, la ermita del Cristo ha permanecido con sus dimensiones originarias. Además, también se diferencian ligeramente en el color, mientras que la del Cristo es de color blanco, la de San Bonifacio quedó con un color marfil.

### El Poblet

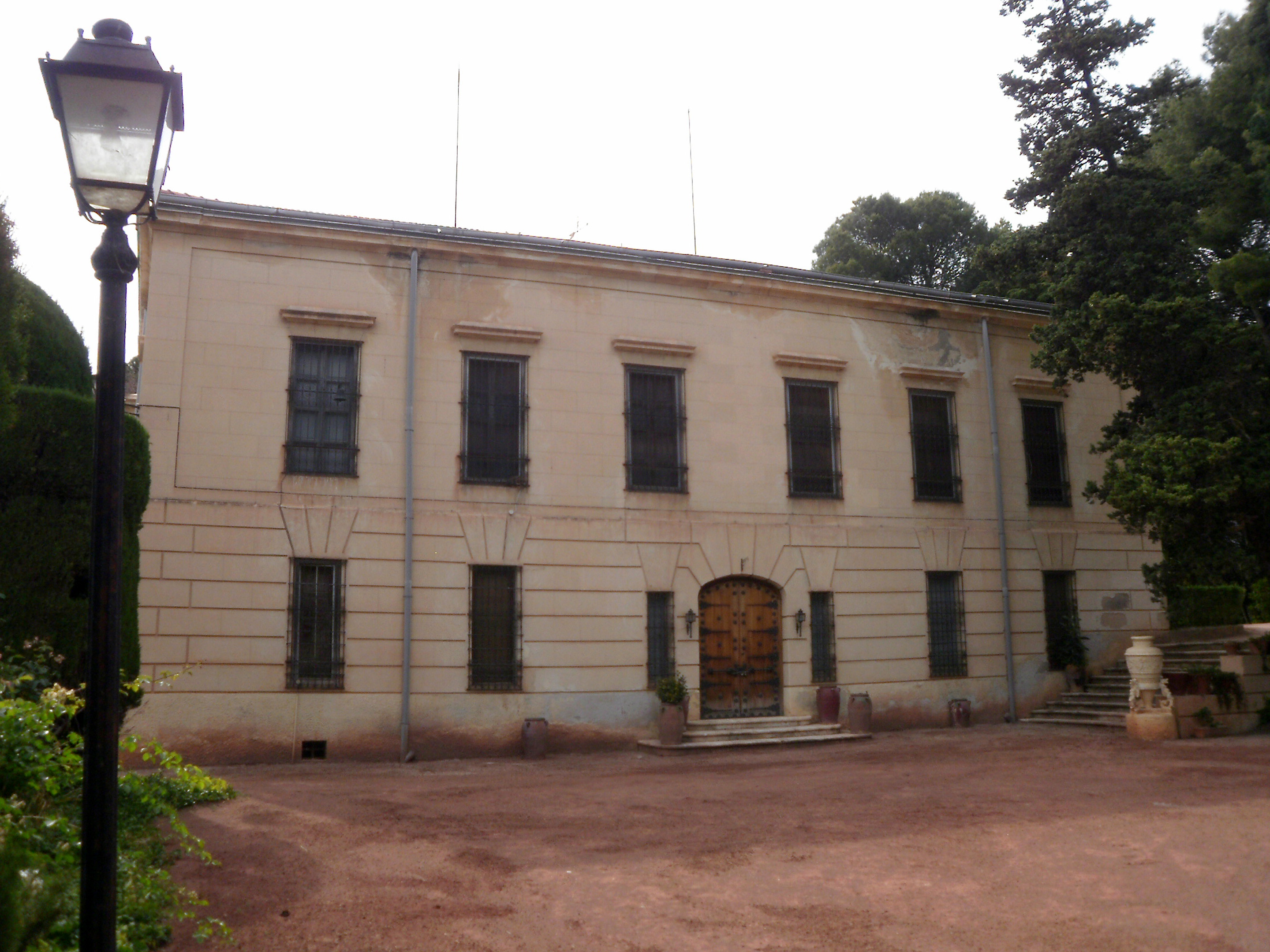
Fachada del palacete El Poblet

En el exterior del casco urbano, se encuentra la finca El Poblet, que se compone de un antiguo palacete, un conjunto de edificaciones y unos grandes jardines en los que se encuentran tanto fuentes barrocas como estatuas.
Además de tener gran valor artístico, es conocida por su papel principal al final de la guerra civil española, en febrero y marzo de 1939, debido a que cuando Madrid fue tomada, solo la zona del levante seguía siendo republicana y el último Gobierno de la Segunda República Española se trasladó a Elda y el presidente Negrín se escondió en esta finca en Petrel para tomar un plan, finalmente partirían al exilio desde el aeródromo cercano del municipio de Monóvar.[cita requerida]
Su nombre en clave fue el de Posición Yuste con el objetivo de evitar que el bando nacional o posibles disidentes dentro del propio bando republicano pudieran acabar con ellos.
La historiografía ha sido controvertida por lo que respecta a las estrategias y decisiones que allí tomó el presidente del Gobierno Republicano, Juan Negrín, ya que la inesperada insurrección del general Segismundo Casado en Madrid dentro del propio bando republicano, mientras Negrín y su gobierno se encontraban en El Poblet en Petrel, pudo cambiar los planes del gobierno.[cita requerida]
Por tanto, hay autores que consideran que Juan Negrín ya estaba planeando la salida de forma segura del país retirándose a un lugar oculto y otros que argumentan que su objetivo era continuar sus negociaciones con Iósif Stalin para conseguir más ayudas de la Unión Soviética (Rusia), pero debido a la inestabilidad interna finalmente partió al exilio.[cita requerida]

### Acueducto de San Rafael

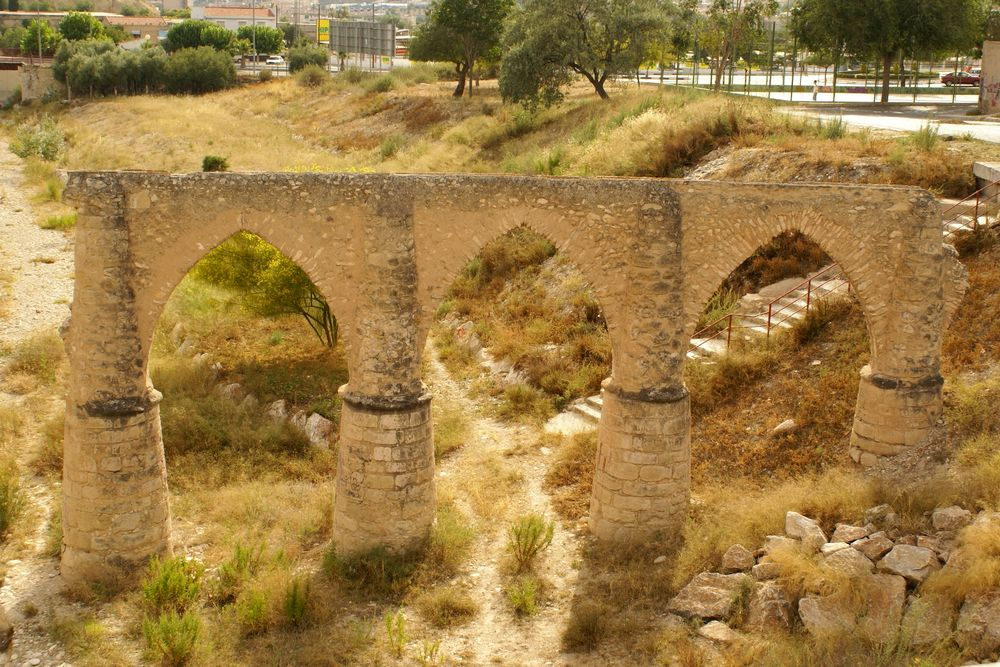
Acueducto de San Rafael

Declarado Monumento Histórico-Artístico de Interés Local por el Ministerio de Cultura en 1981, el Acueducto de San Rafael es un monumento situado en el Distrito de San Rafael que se construyó para abastecer a la villa y castillo de Elda con las aguas provenientes del nacimiento de Santa Bárbara y junto al acueducto de la Noguera y otras obras hidráulicas formaba ese sistema de abastecimiento que funcionó durante siglos, cruza la rambla de los Molinos, también conocida como rambla de Puça.

### Otros monumentos
Además de los enclaves más relevantes de Petrel, se encuentran otros lugares de importancia que conforman el patrimonio de la ciudad, ubicados en el centro urbano y en las partidas rurales. Entre ellos destacan el Forn Cultural, los refugios de la Guerra Civil, la ametralladora del Altico, las antiguas escuelas graduadas de Primo de Rivera, El Pantanet, la Canal de Ferro, etc.

## Cultura
En época estival, se realizan los populares Concerts d'Estiu, que tienen lugar en los parques El Campet y 9 de Octubre y en la plaza de Baix. El parque 9 de Octubre también es escenario de varios conciertos de grupos locales y artistas invitados durante las fiestas patronales en honor a la Virgen del Remedio, patrona de Petrel, celebradas en el mes de octubre coincidiendo con el Día de la Comunitat Valenciana y el Día de la Hispanidad.
Además, los sábados de luna llena la oficina de turismo ofrece visitas teatralizadas gratuitas llamadas Petrer se viste de Luna por el casco antiguo durante la noche a la luz de la luna en las que se recorren los principales monumentos y edificios del casco histórico de Petrel.

### EuroStrings

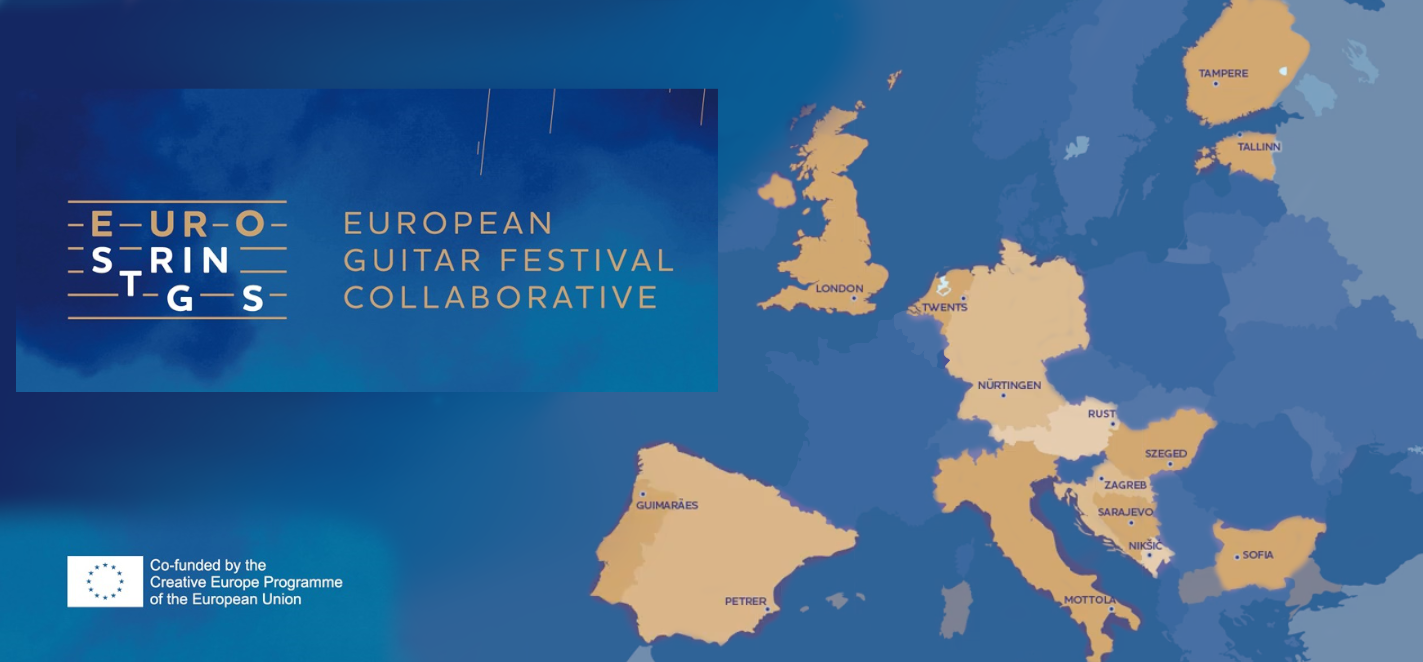
Cartel EuroStrings 2020

Petrel es el único municipio español que alberga el festival de guitarra de la Unión Europea EuroStrings bajo el nombre como sede europea José Tomás Villa de Petrer, junto con otras ciudades europeas como Tampere, Londres, Sarajevo o Tallin. Tiene lugar durante el verano y se celebra en un certamen especial durante la llamada Semana de la guitarra, en la que numerosos turistas internacionales se hospedan en Petrel y guitarristas de varias regiones del planeta se congregan para recibir clases magistrales y realizar conciertos de cámara en el Teatro Cervantes, la Casa de la Manzana Cultural y en la capilla del Castillo de Petrel, desde donde se disfrutan de unas vistas espectaculares durante dichas audiciones.
También cabe destacar el Encuentro Nacional de Artistas de calle que se celebra en el mes de abril y en el que tienen lugar las exposiciones ArtEnBitrir que toman calles y plazas del casco histórico para representaciones teatrales, monólogos y exposiciones artísticas, entre los monologuistas más conocidos destacan Dani Martínez y Pepe Viyuela.

### Teatro Cervantes
Ubicado en la calle Gabriel Payà, cuenta con unas modernas instalaciones y es el principal edificio cultural y con mayor aforo. Además, su escenario está comunicado con la adyacente casa de la cultura. En el teatro se celebran eventos como la Semana de la Guitarra, el Pregón de Moros y Cristianos o la entrega de los Premios Model y la Gala del Deporte, entre otros, además de obras de teatro, musicales y conciertos musicales.

### Museo Dámaso Navarro

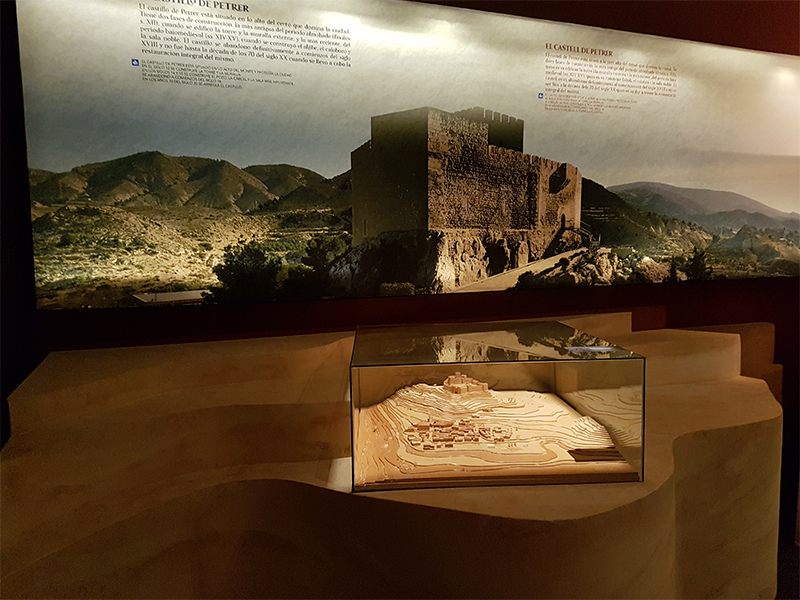
Museo Dámaso Navarro de Petrel

El nuevo Museo Dámaso Navarro, ubicado en la calle La Fuente, se inauguró en febrero del año 2019 con unas nuevas instalaciones que comprenden diversas salas. En ellas, se muestra una gran colección histórica con objetos desde la etapa del paleolítico, y se aprecia la evolución que tuvo la ciudad de Petrel con un influyo de múltiples culturas íberas, visigodas, romanas, musulmanas, cristianas, etc. estas salas están conectadas a uno de los restos romanos más importantes de la ciudad, el Horno Romano de Villa Petraria. Gran parte del material mostrado, se utilizó en la exposición Petrer: Arqueología y Museo durante el año 2018 en el Museo Arqueológico de Alicante (MARQ).
Además del yacimiento con el Horno Romano, el Museo Dámaso Navarro de Petrel destaca por albergar un gran mosaico romano de grandes dimensiones que fue localizado en el subsuelo del centro histórico de Petrel en 1975, y que corresponde al suelo de una residencia de la villa romana Petraria, datado entre mitades de los siglo IV y V d. C.
Toda la colección estuvo expuesta antiguamente en el número 10 de la plaza de Baix, edificio que fue un antiguo punto de atención sanitaria, además de una biblioteca municipal y que actualmente, en una parte del mismo, está situada la oficina de turismo local de la Red Tourist Info de la Comunidad Valenciana. El Ayuntamiento de Petrel inició un proyecto de reconversión en un hotel, pero debido a que los fondos europeos no contemplaron una subvención, se decidió no promover la creación del hotel en la estación de autobuses, que fue inaugurado en mayo del año 2019 bajo el nombre de Hotel San Bonifaci, siendo un referente en la zona.

### Forn Cultural
Fue una de las principales fábricas industriales de la alfarería, que data de mediados de la década de los años cuarenta y que incluye una chimenea de gran altura, situada en los actuales Jardines Juan Carlos I. Tras su abandono, se decidió reconvertir las instalaciones en unos espacios polivalentes, en los que se celebran exposiciones de arte, presentaciones culturales, conferencias y diversas ferias formativas, entre otros eventos de temática diversa, como por ejemplo la entrega de premios a los ejemplares galardonados en el certamen de los Premios Model de bolsos y calzado.

### Infraestructura cultural

#### Manzana Cultural
Inaugurada a principios de 2018 y situada en la calle Luis Chorro, el nuevo edificio de la Manzana Cultural (también denominado Espai Blanc) complementó la oferta municipal con la Sede Universitaria, las oficinas de la Concejalía de Cultura y el archivo municipal. Además, está previsto acondicionar una sala de investigación y habilitar una ludoteca.

#### Casa de la Cultura
Antiguo cine, está ubicada en la calle San Bartolomé y es sede también de la biblioteca municipal. Cuenta con un salón de actos que se comunica con el escenario del Teatro Cervantes. Cabe destacar la existencia de un tercer edificio, adyacente a la casa de cultura, que completa la Manzana Cultural y permanece a la espera de su inauguración.

#### Centro Clara Campoamor
Situado en las inmediaciones del parque El Campet, en la calle Óscar Esplà, y anteriormente denominado Centro Municipal Las Cerámicas, es un centro que cuenta con diversas dependencias: varias concejalías del Ayuntamiento de Petrer, en el objetivo de descentralizar la institución; la Biblioteca Municipal Enrique Amat; unas oficinas en las que se reúnen asociaciones municipales; varias salas utilizadas para la realización de actividades deportivas y recreativas organizadas por la asociación de vecinos de Las Chimeneas; y un salón de actos, donde se celebran entre otros eventos, las Fiestas de la Santa Cruz.

#### Bibliotecas
Petrel cuenta con dos bibliotecas públicas que se complementan con salas de estudio y puntos de lectura: la Biblioteca Enrique Amat, tras el Centro Clara Campoamor y junto al Forn Cultural; y la Biblioteca Paco Mollá, en la Manzana Cultural.

### Turismo

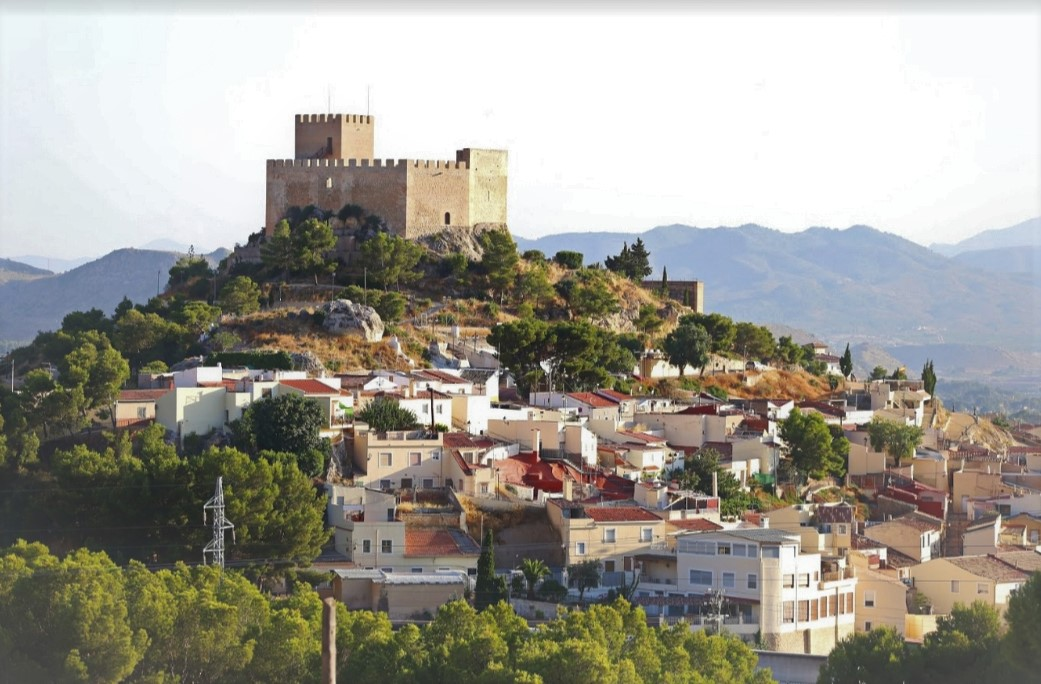
Castillo de Petrel

Petrel siempre ha destacado principalmente por su castillo medieval que, debido a su posición estratégica sobre la colina en la que se localiza el casco histórico, puede ser observado desde todo el núcleo urbano y sobre todo por el paso de la Autovía A-31 que une Madrid y Alicante. Desde 1974, cuando la primera restauración permitió que pudiera ser visitado, cada año el influjo de turistas ha ido aumentando al igual que para aquellos municipios incluidos en la Ruta de los Castillos del Vinalopó, que dividieron la frontera de los territorios de la Corona de Aragón, y posteriormente de la Corona de Castilla, de los reinos de taifas musulmanes durante el periodo de la Reconquista. Además, Petrel también es conocida por ser uno de los 19 enclaves del reino visigodo de Tudmir, que fue el único que sobrevivió a la invasión árabe, por medio de un pacto que logró el rey Teodomiro el 5 de abril del año 713, mucho antes de la reconquista de los otros reinos del norte peninsular.
Además de promocionar su origen medieval, tras el descubrimiento de numerosos yacimientos arqueológicos romanos, la marca Villa Petraria ha sido la principal que ha reunido piezas como el famoso mosaico octogonal, único en la antigua provincia romana Tarraconensis de Hispania, y el horno romano, que ha sido perfectamente conservado. Además, la inauguración del nuevo Museo Dámaso Navarro ha consolidado el carácter romano otorgándole incluso más importancia que al pasado musulmán de Bitrir (Petrel en árabe).

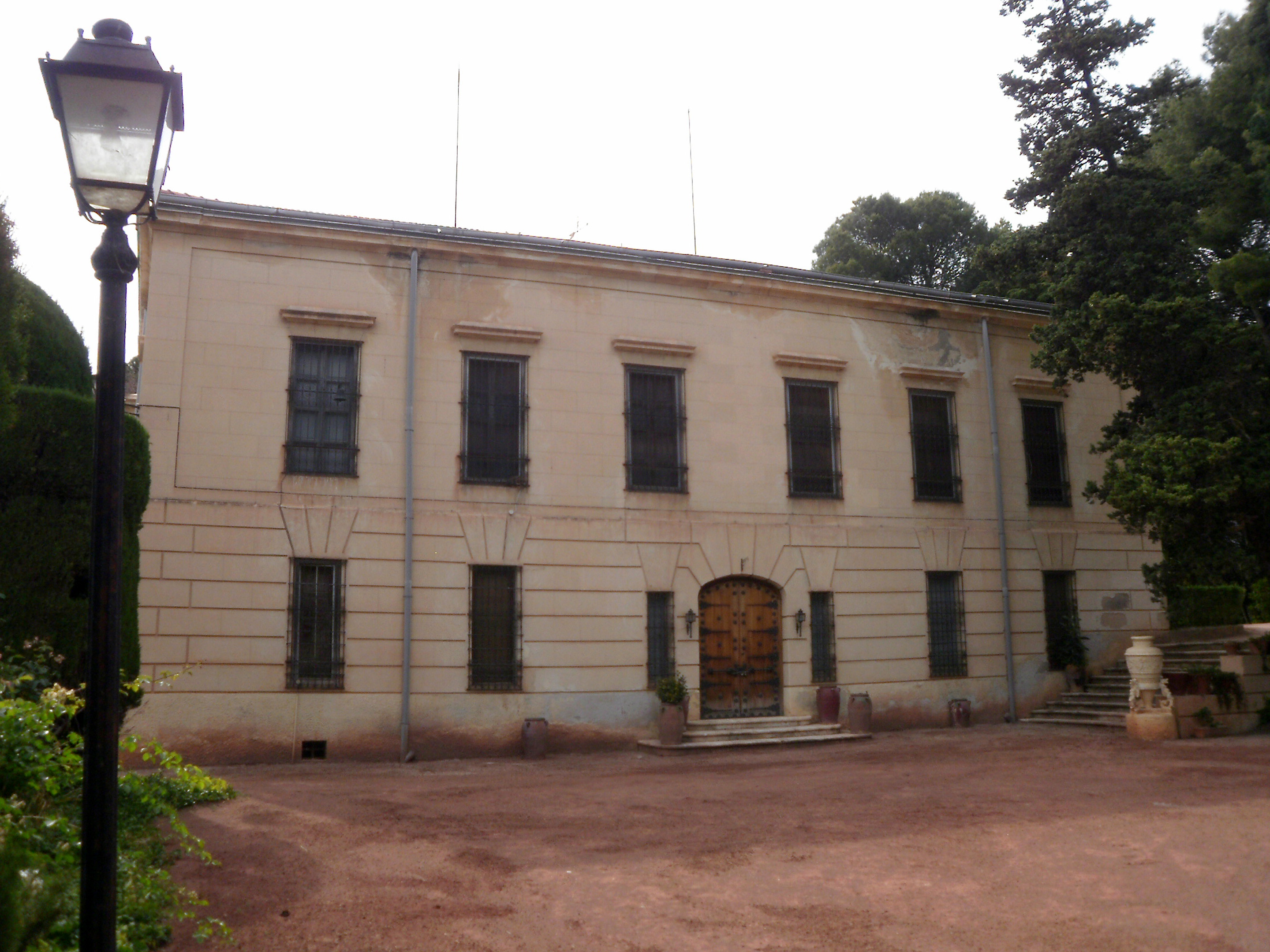
Finca El Poblet

En la última década, se ha reconocido el importante valor histórico de Petrel durante la guerra civil española (1936-1939), en la que la localidad fue una importante productora de armas, incluso para la posterior Segunda Guerra Mundial; además, se construyeron numerosos refugios antiaéreos, algunos de los cuales se pretenden restaurar y abrir al público; se instaló un específico puesto de ametralladora para ejercer una posición defensiva ante los posibles bombardeos aéreos; pero principalmente Petrel destaca por la finca El Poblet, un enclave de suma importancia que incluso ha sido reconocido Bien de Interés Cultural puesto que allí se alojó el presidente del Gobierno de la República Española, Juan Negrín, y su equipo de gobierno. En ese lugar se realizaron diversos consejos de ministros en los que se tomaron decisiones tan importantes como el exilio y abandono político definitivo de España. Además fue en esta finca donde conocieron el golpe de Estado del Coronel Segismundo Casado por medio de una famosa llamada telefónica entre él y el presidente Negrín que pasó a la historia como el desenlace del gobierno republicano.
Además, Petrel proporciona otros tipos de turismo como el turismo de naturaleza, por sus senderos, rutas y deportes de riesgo como la escalada por todo su paraje natural; el enoturismo o turismo enológico, dentro de la Ruta del Vino de la Provincia de Alicante; y otros como el turismo comercial tanto por sus outlets del calzado y bolsos, como por su especialización en la moda nupcial.

### Gastronomía
Gastronomía tradicional propia en la cual, además del arroz con conejo y caracoles, destacan especialmente las fassegures (una especie de cocido de pelotas), el gazpacho con conejo, la gachamiga y el giraboix.[cita requerida]
En cuanto a su repostería, aún más importante, existe una abundante colección de pastas y dulces característicos de Petrel, la mayoría son propios de las distintas festividades populares que se celebran durante el año - entre los cuales destacan los mantecados, rajadillos, polvorones, roscones de reyes, y suspiros, todos ellos elaborados en Navidad; las magdalenas y toñas singulares durante la Semana Santa o Pascua, también conocidas como monas; y, uno de los dulces más importantes, los buñuelos durante la festividad de San José - pero además, hay otros dulces que se pueden adquirir en muchas pastelerías locales durante todo el año como los rollitos de aguardiente y anís, las toñas y todo tipo de tortas y cocas que también presentan variedades saladas.
Petrel también destaca por sus vinos y espumosos, que se elaboran con la uva obtenida de diversos viñedos de la ciudad y que se someten a una segunda fermentación que les aporta un peculiar sabor característico. Los principales viñedos de Petrel que destacan tanto a nivel nacional como internacional son los de Bodegas Bocopa, empresa que impulsado de forma considerable el mercado de vinos y que además ha afectado positivamente al resto de la economía local, como el desarrollo del turismo enológico.

### Fiestas
Moros y cristianos que se celebran en honor al patrón de la villa, San Bonifacio de Tarso durante la segunda o tercera semana de mayo, eso sí, siempre de jueves a lunes. Existe una primera regulación formal sobre las fiestas de Moros y Cristianos de Petrel que data de 1822, aunque hay constancia de que este tipo de celebraciones se sucedían en la villa ya desde 1614, según el documento escrito más antiguo del que se tiene constancia acerca de las fiestas.
Las patronales en honor a la Virgen del Remedio, que se celebran en la segunda semana de octubre, aunque el día principal de las fiestas es el 7 de octubre. Durante este mes todos los domingos se realiza un desfile denominado Carasses, una especie de carnaval tradicional de la localidad con pintorescos rituales.
Desde finales de junio hasta principios de julio, durante diez días se celebran desde el año 1674 las Fiestas en Honor al Santísimo Cristo del Monte Calvario, La Imagen se traslada desde su Ermita hasta la Parroquia de San Bartolomé donde permanece hasta la subida en Solemne Procesión a su Ermita dándose por finalizadas dichas fiestas.
En noviembre se celebra la fiesta de los Capitanes, que coincide con la media fiesta de moros y cristianos, celebrándose una representación teatral en el castillo de la localidad denominada «La Rendició», rememorando la rendición de los árabes que ocuparon la villa, a favor de los cristianos.
Y el primer domingo tras Semana Santa, se celebra el día de las Banderas, en honor a las abanderadas de las fiestas de moros y cristianos.

### Deporte
Hoy día, Petrel cuenta con varios polideportivos y pabellones para practicar distintos deportes, como tenis, natación, baloncesto, balonmano y pádel, entre otros.
- Polideportivo Hermanos Gedeón e Isaías Guardiola Villaplana

Es actualmente el recinto deportivo más amplio de la localidad, y cuenta con un pabellón cubierto con pistas polivalentes y vestuarios, además de un salón de actos. También está integrado por un pabellón de pilota valenciana y otro con vestuarios, acceso a la piscina que sólo permanece abierta durante la época estival. Por último tiene pistas deportivas de tenis al aire libre y una pista polivalente techada; todo ello rodeado de zonas ajardinadas, además de un pequeño parque con carril bici en su interior.
- Polideportivo del Guirney

El primer polideportivo municipal en construirse, que contenía la primera piscina municipal, actualmente cubierta, se encuentra situado en el barrio del Guirney, junto a la rambla de los Molinos. Además, cuenta con varias pistas deportivas polivalentes.
- Estadio Barxell

Estadio municipal de fútbol, de césped artificial, visible desde la autovía A-31. Cuenta también con una pista de atletismo utilizada por atletas de toda la provincia.
- Polideportivo San Jerónimo

Es un polideportivo con pistas de tenis, balonmano, baloncesto y pádel. Además cuenta con un edificio con vestuarios.
El municipio cuenta también con otro recinto abierto con pistas deportivas en el barrio de Salinetas y varios parques, plazas y jardines con máquinas dirigidas a la práctica de ejercicio físico, principalmente para personas mayores. Por otro lado, la rambla de los Molinos cuenta con un camino frecuentado por corredores y paseantes, además de una extensa red de senderos locales y de montaña que recorren todo el término municipal. Cabe destacar el GR-7, que atraviesa la partida rural de Caprala.

### Medios de comunicación
- Radio municipal: Radio Petrer 107.2 FM
- El Carrer[35]
- El Valle de Elda[36]